# Serge Haroche
Serge Haroche (n. 11 septembrie 1944, Casablanca, Marocul francez) este un fizician francez, laureat al Premiului Nobel pentru Fizică în 2012, împreună cu David J. Wineland, pentru „metode experimentale inovative care permit măsurarea și manevrarea sistemelor cuantice individuale”. Haroche a dezvoltat o metodă bazată pe capcanele Paul pentru măsurarea fotonilor capturați trimițând atomi în locul în care se află ei.
Din 2001, Haroche este profesor la Collège de France și este șef al catedrei de mecanică cuantică. În 1971 și-a susținut teza de doctorat în fizică la Universitatea din Paris VI, cercetarea sa fiind realizată sub conducerea lui Claude Cohen-Tannoudji.

## Viața privată și familia
Serge Haroche s-a născut în 1944 la Casablanca, Maroc, ca fiu al lui Albert Haroche (1920–1998) și Valentine, născută Rubliova (1921–1998) o profesoară care s-a născut la Odesa dintr-o familie de evrei care s-a mutat la Paris la începutul anilor '20. Tatăl său, avocat, provine dintr-o familie originară din Marrakech (Isaac și Esther Haroche). care s-au stabilit mai intai la Tetouan, și mai târziu la Casablanca pentru a lucra ca profesori la École de l’Alliance israélite.
Haroche a plecat din Maroc în 1956 și s-a stabilit în Franța, după ce Marocul a ieșit de sub protectoratul francez prin tratat.
El trăiește în prezent la Paris și este căsătorit cu Claudine, născută Zeligson), socioloagă, care provine tot dintr-o familie de imigranți evrei ruși, cu care are doi copii (cu vârste de 40 și 43 de ani). Este unchiul cântărețului și compozitorului francez Raphaël Haroche (cunoscut ca Raphaël, după numele lui de scenă).

## Cariera
Haroche a lucrat între anii 1967 și 1975 la Centrul Național Francez de Cercetări Științifice (CNRS) ca cercetător, și a petrecut un an (1972–1973) în cadrul unui program post-doctoral la Universitatea Standford, în echipa lui Arthur Leonard Schawlow. În 1975 a ales să ocupe o poziție de profesor universitar la Universitatea din Paris VI. În aceeași perioadă a predat și în alte instituții, printre care École polytechnique (1973–1984), Universitatea Harvard (1981), Universitatea Yale (1984–1993) și Conservatoire national des arts et métiers (2000). a fost șeful catedrei de fizică la École normale supérieure din 1994 până în 2000.
Din 2001, Haroche este profesor la Collège de France unde este șef al catedrei de mecanică cuantică.
Este membru al Société Française de Physique, Societății Europene de Fizică și membru al American Physical Society.
În septembrie 2012, Serge Haroche a fost ales de colegii săi în poziția de administrator al  Collège de France.
Pe 9 octombrie 2012, Haroche a primit Premiul Nobel pentru Fizică, alături de fizicianul american David Wineland, pentru „metode experimentale inovative care permit măsurarea și manevrarea sistemelor cuantice individuale”.

## Cercetare
Serge Haroche a făcut mai multe cercetări în domeniile fizică atomică și optică cuantică. Este cunoscut pentru demonstrarea decoerenței cuantice prin determinări experimentale, în timp ce lucra cu colegii de la École normale supérieure din Paris în 1996.
După disertația despre atomi făcută sub conducerea lui Claude Cohen-Tannoudji (el însuși un laureat al premiului Nobel) din 1967 până în 1971, el a dezvoltat în anii '70 noi metode de spectroscopie laser, bazate pe studiul vibrațiilor cuantice și a super-radianței. A urmat studiul asupra atomului lui Rydberg și a stărilor atomice sensibile în special la microunde, care le fac să se adapteze cu bine la studiul interacției dintre lumină și materie. El a demonstrat că atomii, cuplați la o cavitate supraconductivă cu pu'ini fotoni, sunt potrivite pentru testarea decoerenței cuantice și la realizarea operațiilor logico-cuantice necesare teoriei informației cuantice. În 2008 Haroche și colaboratorii săi au observat fotoni din cavitate care și-au schimbat starea din una cuantică într-una clasică.

## Premii
- Comandant al Legiunii de onoare franceze[56]
- 1971 Premiul Aimé Cotton din partea Societății Franceze de Fizică[57]
- 1983 Premiul Jean Ricard din partea Societății Franceze de Fizică[57]
- 1988 Premiul Einstein pentru Știința Laserului (acordat la Lasere '88).
- 1992 Premiul Humboldt[58]
- 1993 Medalia Albert A. Michelson din partea Institutului Franklin[59]
- 2001 Premiul Tomassoni din partea Universității din Roma[60]
- 2007 Premiul Charles Hard Townes [61] acordat de OSA
- 2009 Medalia de Aur a CNRS[62]
- 2010 Premiul Herbert-Walther[63]
- 2012 Premiul Nobel pentru Fizică (împărțit cu David J. Wineland)[31]
- 2014 Medalia Dirac din partea University of New South Wales[64]

## Publicații
- Serge Haroche, Jean-Michel Raimond și Michel Brune, « Le chat de Schrödinger se prête à l'expérience »[nefuncțională]
, La Recherche, nr. 301, 31 august 1997, p. 50.
- en  Serge Haroche, Jean-Michel Raimond, Exploring the Quantum: Atoms, Cavities, and photons, Oxford University Press, Statele Unite, 10 august 2006.
- Serge Haroche, Jongler avec la lumière - Une exploration du monde quantique, De Vive Voix, Paris, 2010.

## Legături externe
- Serge Haroche Arhivat în 2 aprilie 2015, la Wayback Machine. la cqed.org
- Serge Haroche: îmblânzitorul de fotoni în revista internațională a CNRS
- Prezentare din 2000 a lui Serge Haroche cu principiile de bază ale mecanicii cuantice

| Premii                                                     | Premii                                        | Premii                     |
| ---------------------------------------------------------- | --------------------------------------------- | -------------------------- |
| Predecesor: Saul Perlmutter Adam G. Riess Brian P. Schmidt | Laureat al Premiului Nobel pentru Fizică 2012 | Succesor: François Englert |